# Flamboyant

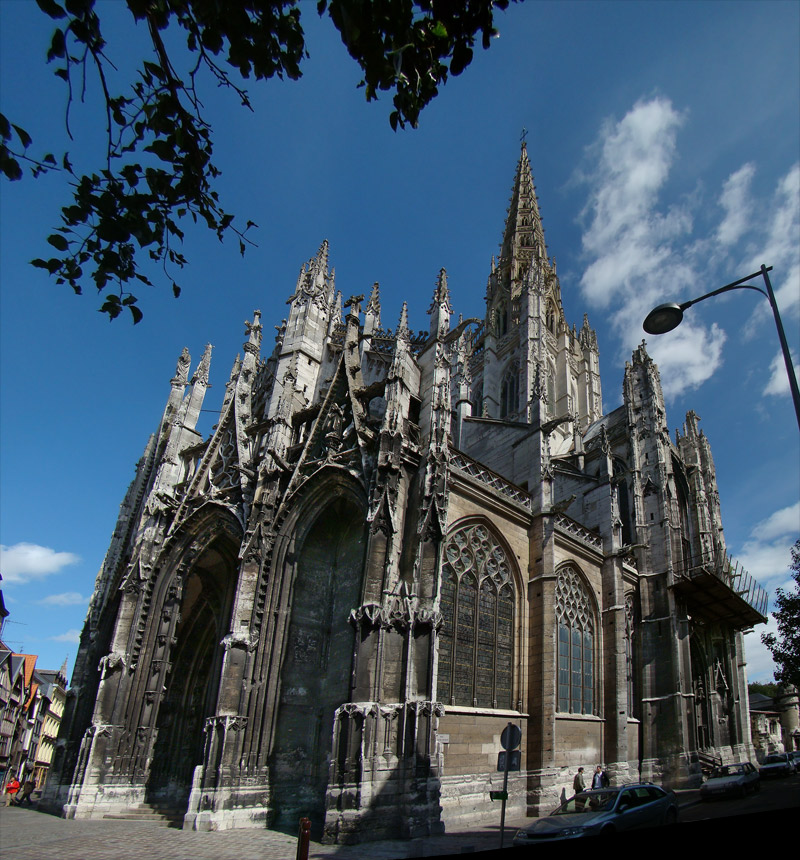
Kościół w Saint Maclou

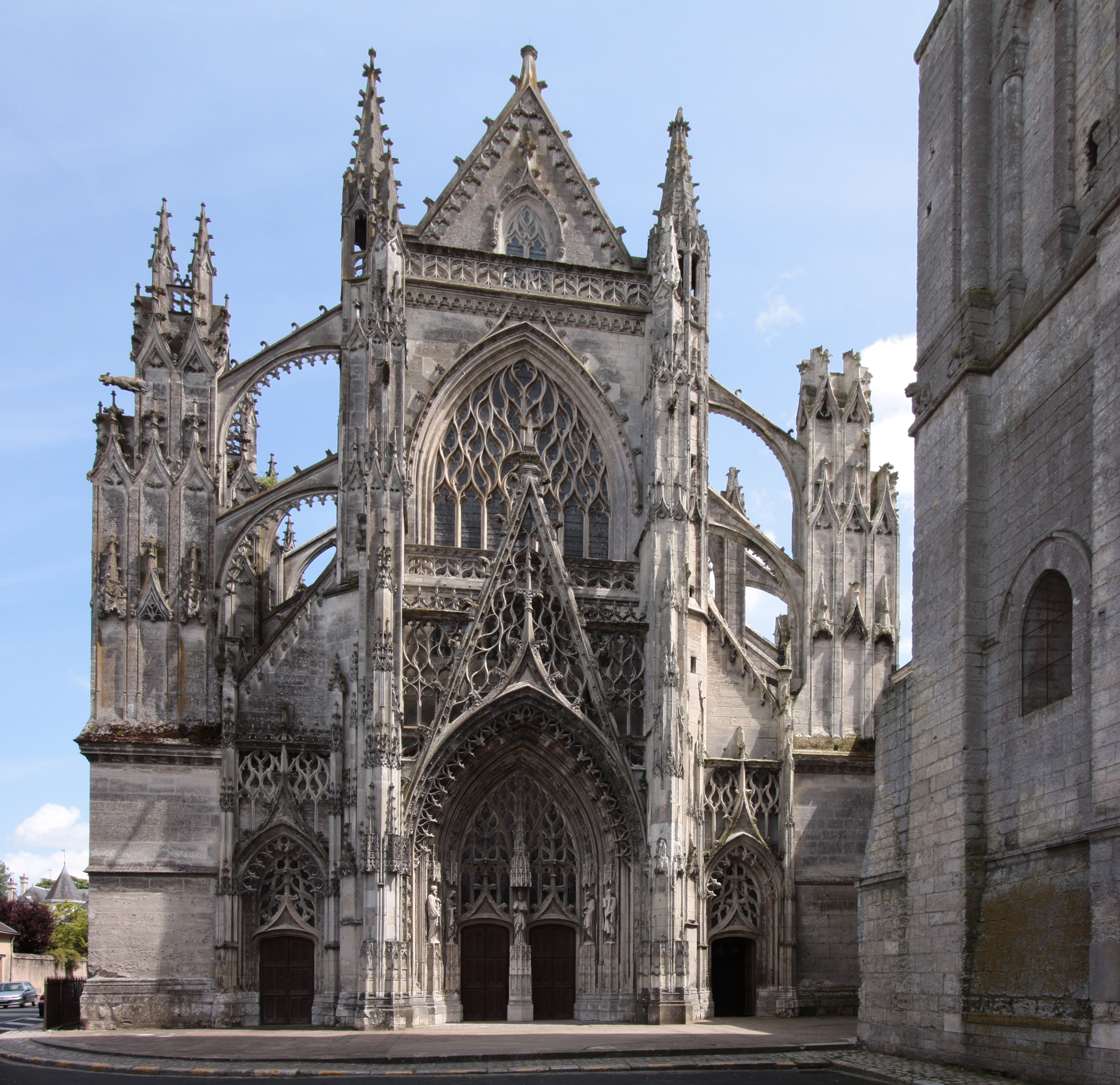
Kościół Świętej Trójcy, Vendôme

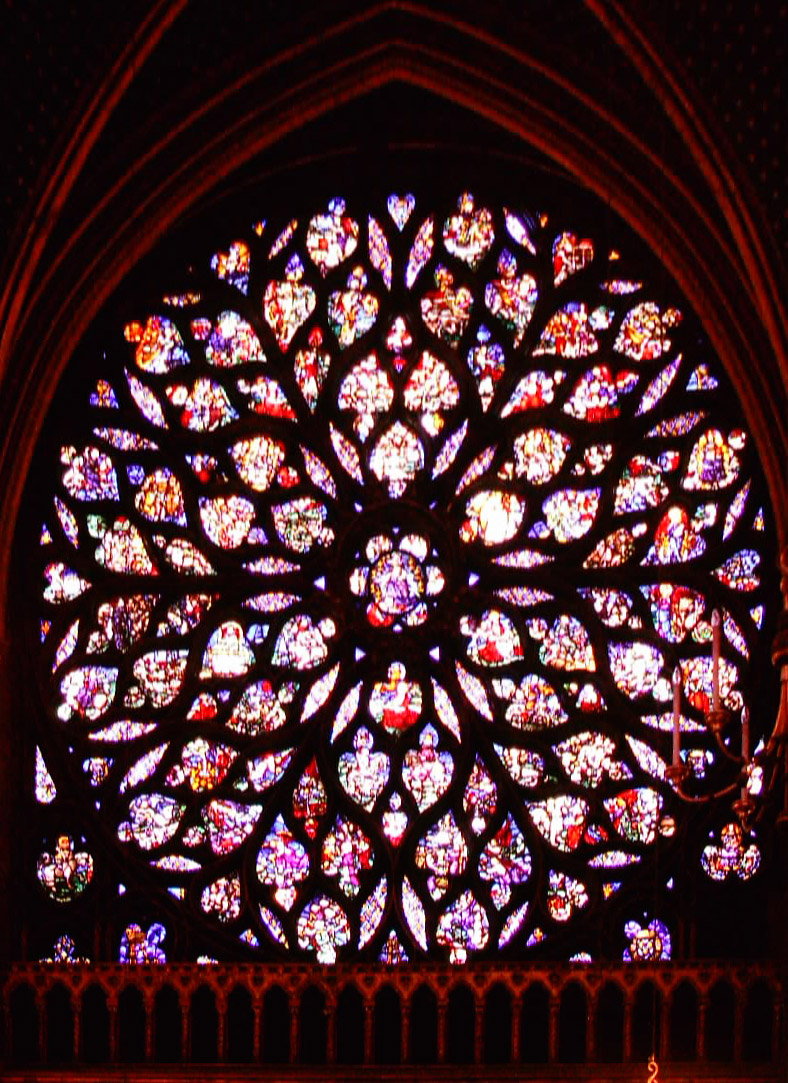
Przykład stylu Flamboyant z kaplicy Sainte-Chapelle w Paryżu

Flamboyant – kierunek w schyłkowym okresie architektury późnego gotyku, nazywany płomienistym.
Występował przede wszystkim na terenie Francji w XV i XVI wieku. Cechowała go drobiazgowość i nadmiar detali, rzeźby. Łuki stały się ostrzejsze, przegięte w formie "oślego grzbietu", w detalach wykorzystywano kształt płomienia lub rybiego pęcherza. Jednocześnie dążono do uproszczenia konstrukcji.

## Przykłady stylu flamboyant
- Kościół Saint-Maclou w Rouen
- Palais De Justice w Rouen
- Katedra w Mediolanie
- Transept katedry w Senlis
- Katedra w Moulins
- Kościół Świętej Trójcy w Vendôme
- Nawa kościoła St. Ouen w Rouen